# International Nomenclature of Cosmetic Ingredients
Międzynarodowe nazewnictwo składników kosmetyków (ang. International Nomenclature of Cosmetic Ingredients, INCI) – system nazewnictwa mający na celu ujednolicenie nazewnictwa składników kosmetyków. Obecnie według prawa Unii Europejskiej we wszystkich krajach członkowskich produkty kosmetyczne muszą mieć opis składników. 
W systemie INCI stosuje się angielskie nazwy związków chemicznych oraz łacińskie nazwy roślin. Nazwy składników użytych w kosmetyku umieszcza się w kolejności, aby na początku znajdowały się substancje użyte w największej ilości, a na końcu w najmniejszej.
System zobowiązuje, aby każdy kosmetyk posiadał skład kosmetyku na opakowaniu (gdy opakowanie jest zbyt małe należy zamieścić do niego ulotkę).